# Трошкунский район
Трошкунский район (лит. Troškūnų rajonas) — административно-территориальная единица в составе Литовской ССР, существовавшая в 1950—1959 годах. Центр — село (с 1956 — город) Трошкунай.
Трошкунский район был образован в составе Шяуляйской области Литовской ССР 20 июня 1950 года. В его состав вошли 9 сельсоветов Аникщяйского уезда, 11 сельсоветов Купишкского уезда и 11 сельсоветов Паневежского уезда.
28 мая 1953 года в связи с ликвидацией Шяуляйской области Трошкунский район перешёл в прямое подчинение Литовской ССР.
7 декабря 1959 года Трошкунский район был упразднён, а его территория разделена между Аникщяйским (город Трошкунай и 12 сельсоветов) и Паневежским (1 сельсовет) районами.